# 銭存訓
銭 存訓（せん そんくん、英:  Tsien, Tsuen-hsuin、1910年1月11日（宣統元年12月1日） - 2015年4月9日）は、シカゴ大学で中国学、図書館学分野の教授を務めていた研究者である。また、1949年から1978年まで同大学の東アジア図書館の館長を務めていた。中国の文献、書誌学、古文書、科学技術（特に紙・印刷技術）の歴史における研究が知られている。著名な著作としてはジョゼフ・ニーダム編著『中国の科学と文明』第11巻1章「Paper and Printing」が挙げられる。第二次世界大戦の中、中国が日本の占領下にあった時代に、何万冊もの貴重な文献を危険をおかして密輸したことでも知られている。

## 生い立ち
1910年1月11日、江蘇省泰県（現泰州市）で銭鏐（五代十国時代の呉越の初代王）の血筋に生まれる。自身の回顧録では初めに次のように述べている。「わたしは王朝の最後の皇帝による統治下の中で生まれました。」父親の銭慰貞は秀でた仏教学者であり、曾祖父の銭桂森は翰林院に所属していた。
1916年から家庭教師による教育を受け、泰県第2高等小学校に入学した。淮東中学（現泰州中学）に在学中、政治運動に活発に参加した。1925年に淮東中学を卒業してからは、泰州に存在した「青年学社」という団体の機関誌の編集に携わった。行っていた政治活動のために、江蘇省の軍人であった孫伝芳によって団体メンバーとともに逮捕された。家族の努力によって解放されたが、共に逮捕された淮東中学の学長は処刑された。そして泰州から離れなければならなくなり、南京に移ってからは二度と戻ることはなかった。1927年には、北伐（中国国民党による中国統一を目的とした戦争）に参加した。

## 経歴
南京大学に1928年に入学後、1932年に歴史学、副専攻として図書館学の学位を取得して卒業した。上海にある上海交通大学の図書館に勤め、その後中国国家図書館南京分館に勤めた。1936年には許文錦と結婚した。1937年初めに中国国家図書館上海分館に転任し、日本軍による満州侵略の際に中国政府から送られてきた膨大な量の貴重な書物の管理をした。
1941年には日米開戦に伴い、これらの書物は上海に保管しておくことも難しくなった。そのため安全に保管するために船便でアメリカに3万冊ほどの書物を送った。日本による没収を避けるために、税関で働いている中国人の親友の担当時間に、新書として分割して送るようにした。後にこのことについて、「この偽装が日本の占領軍に発見され、それがわたしによるものだと分かれば、おそらく処刑されていたでしょう。」と回想している。アメリカ議会図書館によってこれらはマイクロフィルムに収められ広く閲覧ができるようになった。
第二次世界大戦の終結後、1947年にはこれらの書物の返還のためにアメリカに派遣された。しかし国共内戦の発生によって中国への書物の返還、自身の帰国ができなくなった。1960年代半ばに、これらの書物はアメリカから台湾に寄贈された。現在は台北に位置する国立故宮博物院に収められている。
シカゴ大学の中国学者であったヘラル・グレスナー・クリールによって彼が所蔵してきた10万冊ほどの中国の文献の目録を作成するよう依頼された。彼に勧められたことによりシカゴ大学の教員になり、そして同大学の極東図書館（現東アジア図書館）の館長、極東言語文明学科の教授を兼任した。また、大学院で修士号を得て、1957年には博士号を得た。博士論文はシカゴ大学出版から『Written on Bamboo and Silk: The Beginnings of Chinese Books and Inscriptions』として1962年に出版された。
関与したことの中では、中国と外国との協力関係の構築が特に大きい。修士論文である「Western Impact on China Through Translation」は1954年に出版された。1964年の論文では、1869年に北京にいた皇帝からアメリカ議会図書館への本の贈与がなされたことを研究対象にしている。西洋と東洋にまたがって学問における交流関係があったこともあり、英語での執筆物は中国語に、中国語での執筆物は英語に翻訳された。
中国国外での中国関係の所蔵品に対する支援や、専門職としての司書の振興に対する支援も主だって行っていた。多くの中国人司書に対して自ら指導を行った。その中にはハーバード燕京図書館、プリンストン大学のゲスト図書館、アメリカ議会図書館での高い地位を得た者もいる。
90代になってからは、『Written on Bamboo and Silk: The Beginnings of Chinese Books and Inscriptions』第2版 (2004) の改訂、校閲に協力し、中国語への翻訳ができるようにした。
2015年4月9日、シカゴで亡くなる。享年105歳。

## 家族
妻の許文錦はシカゴ大学で中国語の教師を務めた最初期の人物であり、2008年に亡くなった。3人の娘をもうけており、名前はジンジャー・セン（2008年に亡くなった）、メリー・セン・ダンケル、グロリア・センである。甥の銭小文はシカゴ大学東アジア図書館の館長補佐をしている。

## 名誉・受賞
シカゴ大学、南京大学から優秀同窓生賞を受賞している。1999年には、中国国家図書館から功労賞を受賞している。2007年には、南京大学に銭存訓図書館が開設された。この図書館には何千冊もの本を自身の所蔵する中から寄贈している。

## 英語での主な出版物
- (1952-10). “A History of Bibliographic Classification in China”. The Library Quarterly (The University of Chicago Press) 22 (4):  307-324. doi:10.1086/617916. JSTOR 4304148.
- (1954-5). “Western Impact on China through Translation”. The Far Eastern Quarterly (Association for Asian Studies) 13 (3):  305-327. doi:10.2307/2942281. JSTOR 2942281.
- Nunn, G. Raymond; 銭 存訓 (1959-01). “Far Eastern Resources in American Libraries”. The Library Quarterly (The University of Chicago Press) 29 (1):  27-42. doi:10.1086/618612.
- (1964). “First Chinese-American Exchange of Publications”. Harvard Journal of Asiatic Studies (Harvard-Yenching Institute) 25:  19-30. doi:10.2307/2718337. JSTOR 2718337.
- (1977-05). “Current Status of East Asian Collections in American Libraries”. The Journal of Asian Studies (Association for Asian Studies) 36 (3):  499-514. doi:10.2307/2054100. JSTOR 2054100.
- (1985). Science and Civilisation in China: Volume 5, Chemistry and Chemical Technology, Part 1, Paper and Printing. Cambridge: Cambridge University Press. ISBN 9780521086905 2018年12月2日閲覧。
- (2011). Collected Writings on Chinese Culture. Chinese University Press. ISBN 9629964228 2018年12月2日閲覧。
- (2004). Written on Bamboo and Silk : The Beginnings of Chinese Books and Inscriptions (2 ed.). University of Chicago Press. ISBN 9780226814162（第2版はエドワード・ルイス・ショーネシー（英語版）が協力している。）